# あなぶきホームライフ
あなぶきホームライフ株式会社は、かつて存在した穴吹興産グループの不動産会社。本社は東京都渋谷区。
2020年12月22日付でセコムが保有する全株式が穴吹興産株式会社へ譲渡され、同時に商号をセコムホームライフ株式会社からあなぶきホームライフ株式会社へ変更した。
2024年1月1日付で穴吹興産へ吸収合併され、あなぶきホームライフは解散した。

## 沿革
- 1966年 - さくら建設株式会社として創業。6月には堀内建設株式会社に商号変更。
- 1990年2月 - 株式会社ホリウチコーポレーションに商号変更。
- 1997年 - セコム株式会社の資本参加を得て、株式会社エクレールに商号変更。
- 2000年 - セコムグループのセコム朝日株式会社（旧・朝日建物株式会社）と合併、セコムホームライフ株式会社に商号変更。
- 2020年 - 株式譲渡により穴吹興産株式会社の子会社となる。同時に、商号をあなぶきホームライフ株式会社へ変更。
- 2024年 - 穴吹興産へ吸収合併された上で解散。

## ブランド名
- グローリオ － 新築分譲マンション
- グローリオステージ － 戸建住宅
- グローリオタウン － 戸建住宅

## 関連会社
- テス
- ホームライフ管理